# Автопластична адаптация
Автопластичната адаптация е форма на адаптация, където субекта се опитва да промени себе си, когато е изправен пред трудна ситуация.
Концепцията за автопластичната адаптация е развита от Зигмунд Фройд, Шандор Ференци и Франц Александер. Те твърдели че когато индивида е бил поставен в стресова ситуация, той може да реагира по два начина:
- Автопластична адаптация: Субекта се опитва да промени себе си, тоест вътрешната среда.

- Алопластична адаптация: Субекта се опитва да промени ситуацията, тоест въшната среда.